# Hermann Gelder
Hermann Ludwig Gelder (* 6. Januar 1866 in Rotenburg a. d. Fulda; † 9. März 1947 in Berlin) war ein deutscher Apotheker, Pharmaziehistoriker und Graphiksammler.

## Leben
Hermann Ludwig Gelder war zweites von fünf Kindern des Brauereibesitzers Johannes Gelder und dessen Ehefrau Lisette, Tochter des Rittergutspächters Heinrich Christoph Flentje auf Weidelshof bei Naumburg in Hessen. Er wurde 1872 in die katholische Volksschule eingeschult und besuchte von 1875 bis 1879 die höhere Bürgerschule Rotenburgs a. d. Fulda. Anschließend setzte er seine Schulausbildung auf dem Gymnasium in Fulda fort. Einer seiner Mitschüler und Schulfreunde war der spätere Zoologe Ludwig Kathariner, mit dem ihn besonders die Angelfischerei verband. Zur Freizeitgestaltung zählte weiter das Anlegen eines Herbariums. Über der Botanik hinaus galten seine Interessen der Heraldik und der Genealogie. Zum Vorbild für seinen Berufswunsch wurde dem Gymnasiasten ein Bruder seiner Mutter, der Apotheker Flentje. Gelder verließ 1884 das Gymnasium und begann seine pharmazeutische Lehrzeit in der „Altstädter Apotheke“ seiner Geburtsstadt. Er setzte die Lehre in der Apotheke im hessischen Felsberg fort und legte die Gehilfenprüfung 1887 in Kassel ab. In der Folgezeit arbeitete er als Gehilfe in mehreren Apotheken: in der Neustädter Apotheke in Rotenburg a. F. und der Löwen-Apotheke im westfälischen Münster. Er konditionierte als Apothekergehilfe weiter in Norden (Ostfriesland) sowie im brandenburgischen Kremmen und in Groß Schneen. Nach Beendigung seiner „Wanderjahre“ erfüllte Gelder eine einjährige Militärdienstpflicht bei der Marine in Kiel. Er wurde 1890  auf die Bayern kommandiert und begleitete an deren Bord die kaiserliche Staatsjacht Hohenzollern in die norwegischen Fjord- und Küstenlandschaften auf ihrer zweiten Nordlandreise mit Wilhelm II. an Bord. Als Wilhelm II. am 10. August 1890, einen Tag nach der offiziellen Übergabe Helgolands, die Insel besuchte, war Matrose Gelder als Militärdienstpflichtiger dabei.

### Studium
Ab dem Wintersemester 1890 bis zum Sommersemester 1892 studierte Hermann L. Gelder an der Philipps-Universität Marburg. Er schloss sich dort einer pharmazeutisch-naturwissenschaftlichen Studentenverbindung an und war noch Anfang der 1930er Jahre als Alter Herr Mitglied der Landsmannschaft Hasso-Guestfalia im Korporationsverband Deutsche Landsmannschaft. Zu Gelders Hochschullehrern in Marburg zählten die Professoren für Pharmazie und Chemie Ernst Schmidt (1845–1921), zugleich Direktor des Pharmazeutischen Instituts, und der Botaniker Arthur Meyer (1850–1922) sowie der Physiker und Astronom Franz Melde (1832–1901), deren Lebenswege Gelder 1931 in pharmaziegeschichtlichen Beiträgen für die Apotheker-Zeitung würdigte.

### Apotheker und Geneologe
Nach bestandenem Staatsexamen 1892 übernahm Gelder unmittelbar die Verwaltung der Apotheke im niedersächsischen Groß Schneen, wo er bereits vor seinem Pharmaziestudium für einige Zeit tätig war. Der von ihm in Erwägung gezogene Kauf kam nicht zustande. Es zog ihn weiter in mehrere Apotheken, hauptsächlich in die Städte Bremen, Hannover, Hanau, Potsdam, Itzehoe und Höchst am Main. Als er im Jahre 1901 für das „Genealogische Handbuch bürgerlicher Familien“, seine Forschungsergebnisse zum Stammbaum der Familie vom Berg aus Urdenbach vorlegte, verwaltete er in Lägerdorf (Holstein) die „vom Berg’sche Apotheke“.

### Apothekenbesitzer in Berlin
Im Jahre 1902 verlegte Gelder seinen Wohnsitz nach Berlin, wo er schon Jahre zuvor den Besitzer der Apotheke zur Sonne, den promovierten Pharmazeuten Carl Baetcke, beruflich unterstützte. Er arbeitete nun u. a. in der damaligen Wilmersdorfer Dr. Oehmigen’s Apotheke, der Charlottenburger Uhland-Apotheke, Apothekenbesitzer Julius Mehler, und der Moabiter Ludwigs-Apotheke, Inhaber Rudolf Ludwig. Gelder erhielt 1912 die Konzession zur Errichtung einer Apotheke im Berliner Norden. Unter dem Namen Wichert-Apotheke eröffnete Gelder am 6. Mai 1913 in einem Mietshaus im heutigen Stadtbezirk Berlin-Pankow seine eigene Offizin-Apotheke. Dort betätigte er sich nebenberuflich mit der Pharmaziegeschichte als Autor, Referent und Sammler, besonders von Kleingrafiken sowie Apothekerbildnissen. Hermann Gelder heiratete am 4. Juni 1919 in St. Hedwig zu Berlin die Gutsbesitzertochter Magdalena Valeska Julie v. Zelewski, welche in Neustadt Westpreußen geboren war. Gelder war Mitbegründer der Gesellschaft für Geschichte der Pharmazie am 18. August 1926 und wurde zunächst 2. Vorsitzender und nach einer Satzungsänderung stellvertretender Vorsitzender dieser internationalen Gesellschaft und blieb auch später korrespondierendes Mitglied. Am 1. Juni 1933 übernahm er in Berlin-Schöneberg die Freya-Apotheke. Die behördliche Konzession zur Fortführung der ehemaligen Gelderschen Wichert-Apotheke erhielt der Apotheker Hermann Kaul aus Sorau N./L. und eröffnete diese in der Berliner Wichertstraße am 7. Januar 1934 wieder.

## Bibliothek
Gelder besaß eine umfangreiche Büchersammlung. Der inhaltliche Schwerpunkt seiner Bibliothek lag auf Fachliteratur zum Apothekenwesen, darunter Schriften aus seiner in Berlin begonnenen Autorentätigkeit als Pharmaziehistoriker. Aus seinem Standardwerk „Zur Geschichte der privilegierten Apotheken Berlins“ wird auch in neueren Veröffentlichungen zu früheren Apothekenbesitzern Berlins vielfach zitiert.

### Exlibris
Als Eigentumsnachweis für Bücher seiner privaten Bibliothek ließ Gelder in kleinformatigem Privatdruck Exlibris herstellen. Er hatte sich von verschiedenen Künstlern die Bucheignerzeichen gestalten lassen, so von dem Kunstgewerbezeichner Oskar Julius Roick (1870–1926) und dem Heraldiker Adolf Matthias Hildebrandt (1844–1918). Dieses Exlibris wird detailliert von Apotheker und Sammler Bernhard Peter mit Quellenangabe beschrieben. Außerdem entwarf der Münchner Grafiker und Heraldiker Lorenz Max Rheude (1863–1939) ein Exlibris für Gelder im Jahre 1900. Ein weiterer Exlibris-Künstler, den Gelder beauftragte, war der Schweizer Alfred Soder (1880–1957). Er gestaltete das Buchzeichen: „Liegender weiblicher Akt in Landschaft“. Im Jahre 1908 kam noch ein weiteres Exlibris für Gelder hinzu. Entworfen wurde dieses Buchbesitzzeichen von dem nordböhmischen Künstler und Glasmaler Heinrich Schimpke, der im damaligen Tanneberg/Blottendorf wirkte. Dieses inhaltsreiche Exlibris enthielt den Hinweis des Eigners: „Aus der Bücherei des Hermann Ludwig Gelder“ in Frakturschrift, deren Hauptwörter durch Initialbuchstaben verziert wurden. Ein anderes Exlibris für Gelders Fachbücher gestaltete Lorenz M. Rheude (1863–1939) nach einem alten Holzschnitt von Jost Amman, dem der Künstler das Geldersche Apothekerwappen und sein lateinisches Motto PERSEVERANDO ET SPERANDO hinzufügte. Das Berufsexlibris zeigt eine geöffnete Offizin und den arbeitenden Pharmazeuten sowie zwei Besucher mit Hund. Den Abschluss dieses Buchzeichens bildet der Eigentumsvermerk: „Hermann Gelder Apotheker gehoert dies Buch“.

### Sammler
Die Sammelleidenschaft und Interessengebiete Gelders wurden vom Buchzeichengestalter Schimpke-Blottendorf auf den abgebildeten Buchrücken im Exlibris von 1908 zu erkennen gegeben. Der Apotheker hatte persönliche Vorlieben für die Siegelkunde, die so genannte Sphragistik, den Angelsport und besonders für die Pharmaziegeschichte. Das Symbol für den pharmazeutischen Beruf, den Äskulapstab, krönte der lateinische Sinnspruch „Perseverando et sperando“. Das Exlibris enthielt den Hinweis des Eigners: „Aus der Bücherei des Hermann Ludwig Gelder“ in Frakturschrift, deren Hauptwörter durch Initialbuchstaben verziert wurden. Neben ein mit Bändern verschließbarem Album und der auf dem Buchdeckel erkennbaren Aufschrift „(ex-)libris“ liegt eine Petschaft. Den unteren Bereich des Exlibris ziert ein zweiter Ehrenkranz. Er ist geschmückt mit dem Monogramm für Hermann Ludwig Gelder sowie dem Ausrufezeichen („!“). Als Untergrund für die drei kunstvoll gestalteten Buchstaben verwendete Heinrich Schimpke die damalige deutsche Nationalflagge. Den Blickfang für den Betrachter bildete das Wappen des Apothekers, das der Heraldiker Schimpke ebenso gestaltete wie Hildebrandt. Es zeigte u. a. je eine entgegengesetzt übereinander waagerecht gelegte Apothekerwaren-Schaufel, ähnlich einem Apothekerlöffel. Gelder besaß eine Exlibrissammlung von über 5000 Stück.

### Aussteller
Hermann Gelder wurde vom Pharmaziehistoriker und Redakteur der Pharmazeutischen Zeitung Georg Urdang im Mai 1929 für die Gestaltung der Ausstellung Kunst- und Kulturgeschichtliches aus alten Apotheken anlässlich der 3. Hauptversammlung der „Gesellschaft für Geschichte der Pharmazie“ gewonnen, um seine Kenntnisse über die „Geschichte der privilegierten Apotheken Berlins“ zu nutzen. In einem neu hergerichteten, hellen Raum des Berliner Stadtschlosses konnten durch Gelders Verbindungen zu privaten Sammlern und staatlichen Museen Apothekenstandgefäße – Majolika, Fayencen, Porzellane, Glasgefäße wie Medizinflaschen und Schraubgläser – Marmor- und Bronzemörser, Abbildungen alter Apotheken, eine Reiseapotheke und Apothekerlehr- und Gehilfenbriefe ausgestellt werden. Aus dem Eigentum des Schlossmuseums wurden zwei Fabeltiere mit dem „magischen Horn“ zur Verfügung gestellt, das so genannte Einhorn, welches eines der Namensgebertiere für Apotheken ist. Vom Aussteller Gelder wurden Bücher und vor allem Apothekerporträts den Museumsbesuchern gezeigt, darunter vom ehemaligen Apotheker und Inhaber der Berliner Apotheke Zum gekrönten schwarzen Adler Franz August Etzel in Uniform eines preußischen Artilleriegenerals, eines der Bilder aus der privaten Sammlung Gelders.
Der Kunsthistoriker Martin Klar (1886–1966) – damals erster Assistent des Schlossmuseums unter dem Direktorat von Robert Schmidt (1878–1952) – hatte aus der Fülle der Sammelobjekte nur diejenigen als Leihgabe ausgewählt und mit pharmazeutischen Museumsbeständen zusammengestellt, die kunst- und kulturgeschichtliche Bedeutung größtenteils wegen ihrer Einmaligkeit hatten.

## Vortragsredner
Die Gesellschaft für Geschichte der Pharmazie sicherte sich Gelders Mitarbeit im Vorstand gleich auf ihrer Gründungstagung in Österreich 1926 durch Übertragung der Funktion des 2. Vorsitzenden und Schriftführers, insbesondere wegen seiner umfangreichen pharmaziegeschichtlichen Kenntnisse und auch deshalb, da von ihm ein Entschuldigungsschreiben zu seiner Abwesenheit vorlag. Die Gesellschaft ernannte den ehrenamtlichen Pharmaziehistoriker noch 1929 vorübergehend zum Leiter des Archivs der Gesellschaft in Berlin, welches er zum Verfassen seiner Schriften und Vorträge mit nutzen konnte.
Ludwig Winkler hatte in seiner Eigenschaft als Vorsitzender der internationalen Gesellschaft für Geschichte der Pharmazie am 1. März 1929 eine Kooperationsvereinbarung mit der Deutschen Pharmazeutischen Gesellschaft, vertreten durch ihren Vorsitzenden, Hermann Thoms, unterschrieben, insbesondere über die Schaffung einer pharmazeutisch-historischen Sammlung und Bibliothek. In Verwirklichung dieser Vereinbarung wurde durch Beschluss der Berliner Hauptversammlung der Gesellschaft für Geschichte der Pharmazie Anfang Mai 1929 die bisher vom Vorstandsmitglied Walther Zimmermann geleitete „Zentralstelle“ in Illenau nach Berlin verlegt und Hermann Gelder unterstellt.
Auf der historisch-wissenschaftlichen Sitzung im Rahmen der 2. Hauptversammlung der Gesellschaft für Geschichte der Pharmazie am 4. Mai 1929 hielt Gelder im Kaiserin-Friedrich-Haus in Berlin-Mitte einen richtungweisenden Vortrag zum Thema: Die Beschäftigung der Apotheker mit der Geschichte der Pharmazie. Ende der 1920er Jahre legte der Apotheker jedoch alle seine Ehrenämter im Vorstand der Gesellschaft aus Zeitmangel nieder. Zur Eröffnung der pharmaziegeschichtlichen Bibliothek im Dezember 1931 schenkte Gelder als vormalig ehrenamtlich tätiger Archivar aus seinem Privatbesitz eine gerahmte, große Fotografie des Pharmazeuten und Pharmakologen Hans Hermann Julius Hager (1816–1897), die von nun an eine Wand des Bibliotheksraums in Berlin zierte.

## Ehrung
Mit 65 Jahren wurde Gelder dadurch geehrt, dass er auf der 3. Hauptversammlung der Gesellschaft für Geschichte der Pharmazie am 15. Mai 1931 in Wien zu einem der korrespondierenden Mitglieder der GGP gewählt wurde. Die Ehrung erfolgte gleichzeitig mit zwei weiteren Pharmaziehistorikern, dem Begründer der pharmazeutischen Altertumskunde Josef Anton Häflinger (1873–1954) aus Basel und dem Professor für Naturgeschichte, Mathematik und Physik bei der Jesuitenniederlassung Stella Matutina in Feldkirch/Österreich Josef Rompel (1867–1941).

## Goldenes Berufsjubiläum
Gelder beging am 10. Oktober 1934 die 50. Wiederkehr des Tages, an dem er in der Altstädter Apotheke im hessischen Rotenburg seine Ausbildung zum Apotheker begann. Zurzeit seines „Goldenen Berufsjubiläums“ wohnte Gelder nicht mehr im Prenzlauer Berg, sondern in Schöneberg und dort in der Nymphenburger Straße, während die von ihm übernommene Freya-Apotheke in der Hauptstraße lag. Sein Jubiläum nahm die Pharmazeutische Zeitung zum Anlass, um Gelders Beruf, seine Hobbys und Familie der Leserschaft auf der Grundlage der Selbstbiografie von 1931 vorzustellen.

## Silberhochzeit
Am 4. Juni 1944 beging Gelder mit seiner Ehefrau Magda, geborene von der Bach-Zelewski, das Fest der silbernen Hochzeit. Wegen der kriegsbedingten Zerstörung seiner Berliner Wohnung fand die Silberhochzeit auf dem Villengrundstück seines jüngeren Bruders Otto Gelder in Groß Köris am Großen Roßkardtsee statt, wohin die Apothekerfamilie zeitweilig gezogen war. Von seinen drei Söhnen Hans (* 1921), Bodo (* 1924) konnte nicht einmal der Jüngste, Ludwig Gelder (* 1926)‚ an der Feier teilnehmen, da sie sich alle im Krieg befanden. Gelder litt noch einem Schlaganfall, der zu einer linksseitigen Lähmung geführt hatte. Trotzdem widmete er sich weiterhin der Genealogie und pharmaziehistorischen Arbeiten. Er blieb auch noch nach Kriegsende 1945 Inhaber der Freya-Apotheke in Berlin-Schöneberg.

## Porträtfoto
Von Gelder gibt es ein Foto aus der Gründungszeit der Gesellschaft der Geschichte für Pharmazie (GGP), das ihn als Porträt im Seitenprofil zusammen mit den weiteren Mitgliedern des Präsidiums zeigt. Im Mittelpunkt des Porträtschmuckblattes ist der Vorsitzende der GGP Ludwig Winkler in österreichischer Militäruniform abgebildet und um ihn herum sind paarweise mit Benennung die Präsidiumsmitglieder in festlicher Zivilkleidung platziert: Apotheker Hermann Gelder, Berlin, Apotheker W. Zimmermann, Illenau bei Achern (Baden) und Apotheker Fritz Ferchl, Mittenwald (Oberbayern) sowie Redakteur Georg Urdang, Berlin. Georg Urdang verwendete das Porträtfoto von Hermann Gelder für den Würdigungsartikel in der Pharmazeutischen Zeitung anlässlich dessen Goldenen Berufsjubiläums 1934. Gelder selbst hatte sein Porträtfoto 1931 in der Publikation „Biographie und Schriften“ abdrucken lassen. Die Profilansicht zeigt ihn mit Halbglatze und buschigen Brauen über den dunklen Augen. Augenfällig ist seine Nase, die an eine griechische Nasenform erinnert. Er trägt einen Zweifingerbart über der Oberlippe. Ein dunkles Sakko mit breitem Revers sowie ein weißes Kavaliertuch in der Brusttasche und eine Weste bestimmen weiter seine Kleidung. Zudem ziert sein Erscheinungsbild ein farbiger voluminöser Schlips, der um den Stehkragen gebunden ist, dem so genannten Kläppchenkragen.

## Schriften (Auswahl)
Hermann Gelder publizierte einige Schriften zur Apothekengeschichte in Deutschland
- Die Apotheken Itzehoes. Ein Beitrag zur Geschichte Schleswig-Holsteinischer Apotheken. Berlin 1908
- Pharmazeutische Exlibris. In: Apotheker-Zeitung, 26. Jahrgang, Nr. 42 vom 14. Oktober 1921, S. 424
- Michael Aschenbrenner (1549–1605). In: Mitteilungen des Vereins für die Geschichte Berlins, 42, 1925 Nr. 1–3, S. 52 f.; Inhaltsangabe[49]
- Zur Geschichte der privilegierten Apotheken Berlins. In: Pharmazeutische Zeitung,  Berlin 1925, Nr. 8 S. 108–111; Nr. 29 S. 471–473; Nr. 30 S. 490–492. (Später erweiterter Sonderdruck, mit 2 Grabsteinen und 10 Wappenzeichnungen von Oskar Roick, erschienen in der Verlagsbuchhandlung Julius Springer, Berlin 1925; Faksimile mit einer Einleitung von Manfred Stürzbecher); mit grundlegenden Forschungsergebnissen zu den ältesten Berliner Apotheken
- Zur Geschichte der (vormals Königlichen) Hofapotheke zu Berlin. Berlin 1925
- Ein Marburger Studentenprozess aus dem 18. Jahrhundert. OCLC 838756224 1928
- Bücher- und Schriftenkunde zur Geschichte der Pharmazie (1928). In: Pharmazeutische Zeitung, 73. Jahrgang, S. 531 f., S. 724 f. und S. 1157–1160
- Schau- oder Gedächtnismünzen auf Apotheker. In: Apotheker Zeitung. 44. Jahrgang Nr. 98 vom 7. Dezember 1929 S. 1527 f. (Zu Ehren von Cyriakus Schnauss (* 1512, † 1571) in Coburg und Burkhard Reber (* 1848, † 1926) in Genf.)
- Die Beschäftigung der Apotheker mit der Geschichte der Pharmazie (1929). In: Pharmazeutische Zeitung, 74. Jahrgang, S. 619–621
- Zur Alt-Berliner Apothekengeschichte. In: Apotheker-Zeitung, Berlin 1931. S. 1351, kurz über Burchard Baurath
- Biographie und Schriften. 1931; Inhaltsverzeichnis Berlin N 113, Wichertstr. 66
- Verzeichnis genealogischer Nachrichten über Apothekerfamilien. In: Süddeutsche Apotheker-Zeitung, 72. Jahrgang, Nr. 52 1932 vom 1. Juli 1932 S. 355 f. Mit eigenen Artikelangaben des Autors H. Gelder
- Zur Alt-Berliner Apothekengeschichte. In: Deutsche Apotheker-Zeitung, 1936, S. 899–901